# Sälgfotsläpare
Sälgfotsläpare (Nycteola degenerana) är en fjärilsart som beskrevs av Jacob Hübner 1796. Sälgfotsläpare ingår i släktet Nycteola och familjen trågspinnare. Arten är reproducerande i Sverige. Inga underarter finns listade i Catalogue of Life.

## Bildgalleri

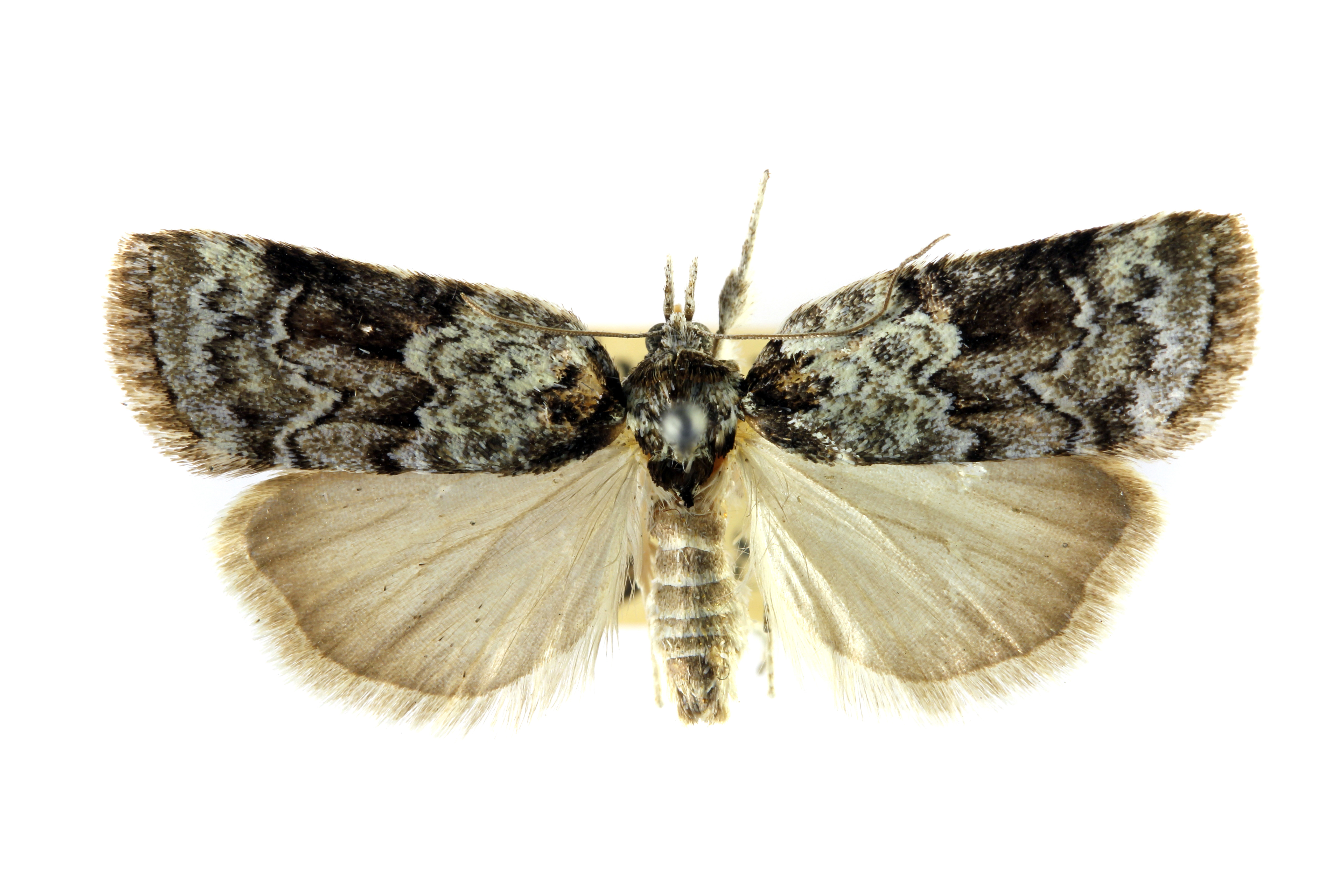
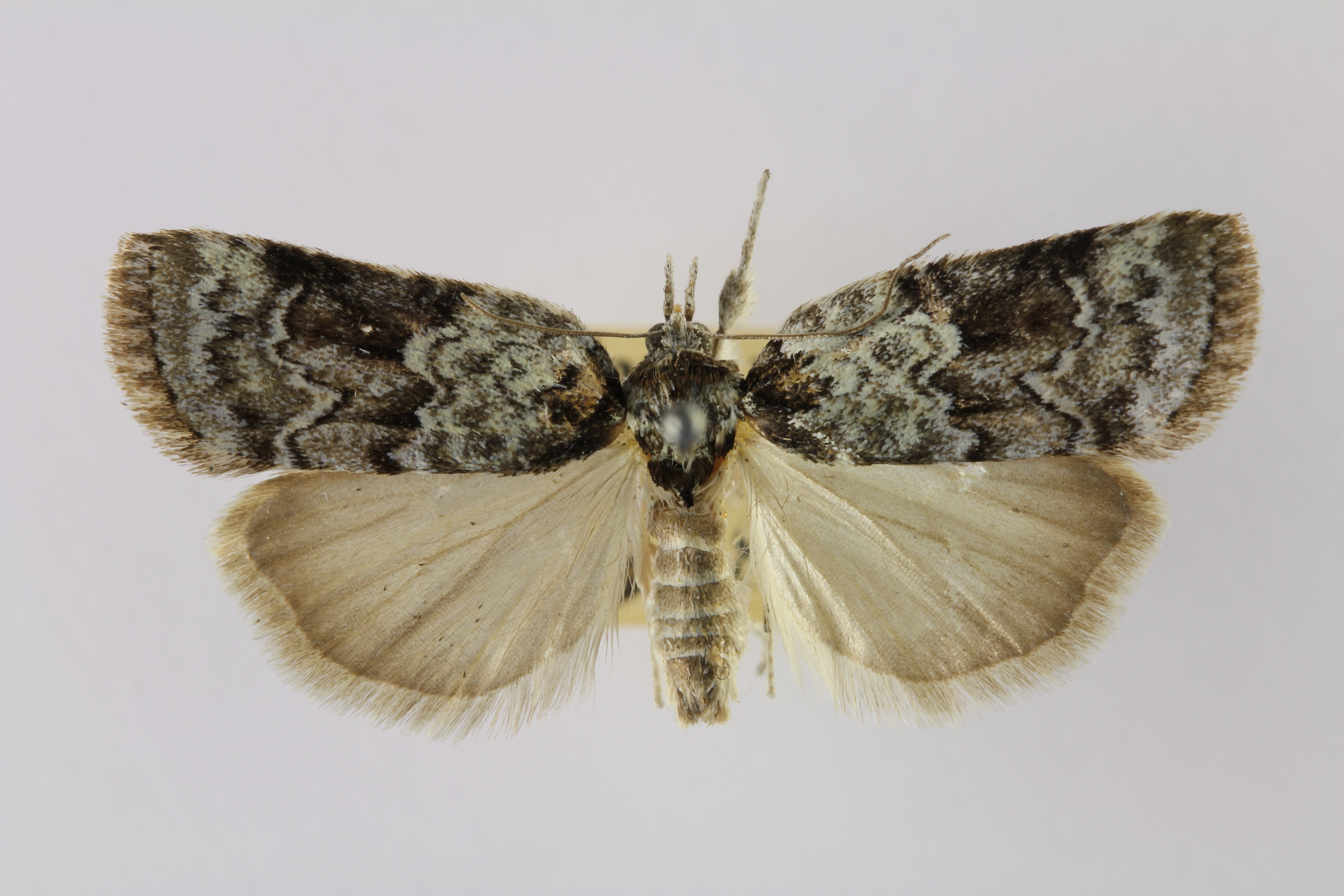
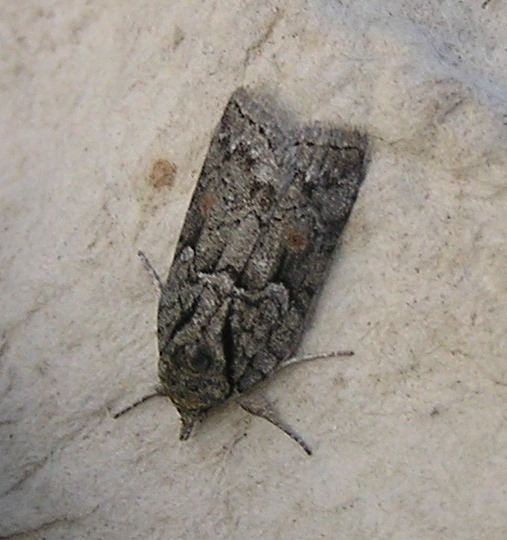